# Wilhelm Wirtinger
Wilhelm Wirtinger, avstrijski matematik, * 15. julij 1865, Ybbs na Donavi, Avstrijsko cesarstvo (sedaj Avstrija), † 15. januar 1945, Ybbs na Donavi.

## Življenje in delo
Wirtinger je študiral na Univerzi na Dunaju, kjer je tudi doktoriral leta 1887 in habilitiral leta 1890.
Nanj je zelo vplival Klein s katerim je študiral na Univerzi v Berlinu in Univerzi v Göttingenu.

## Priznanja

### Nagrade
Wirtinger je leta 1907 za svoje prispevke k splošni teoriji funkcij prejel Sylvestrovo medaljo Kraljeve družbe iz Londona.